# Språkfilosofi
Språkfilosofin är en gren av filosofin som undersöker språkets natur, ursprung och användning. Inom den analytiska filosofin intresserar man sig för fyra huvudsakliga problem: mening, språkanvändning, kognitiv lingvistik och förhållandet mellan språket och verkligheten. Inom kontinentalfilosofin tenderar språkfilosofin emellertid att inte betraktas som ett separat ämne, utan snarare som en del av logik, historia eller politik.
Den amerikanske filosofen Charles Sanders Peirce är känd som pragmatismens grundare. Idag är han också känd för att ha utvecklat en teckenlära, semiotik, som också den var en underkategori till hans pragmatism.
Att språkfilosofin är väsentlig för analytisk filosofi är självklart med tanke på att man anser att filosofiska problem först bör klargöras genom en analys av språket. Filosofer som Gottlob Frege, Bertrand Russell och Ludwig Wittgenstein ägnade därför mycket tid åt de logiska grundvalarna för en sådan analys.
Vardagsspråksfilosofi är en del av språkfilosofin som studerar vardagsspråket, både i syfte att lära om själva språkets natur och i syfte i att med hjälp av kunskaper om vardagsspråkets funktion lösa mer generella filosofiska problem, till exempel i moral och metafysik. Viktiga företrädare är J.L. Austin och H Paul Grice. Teorin för talakter är kanske det mest berömda resultatet, men också driften från språkets mening till menande och implikaturens funktion har sin plats i språkfilosofin.
Språkfilosofin inom kontinental filosofi härstammar främst från Ferdinand de Saussure vars projekt vissa menar bär stora likheter med Freges. Inom den kontinentala traditionen är även filosofer som Edmund Husserl, Martin Heidegger och Jacques Derrida viktiga inom språkfilosofin.